# محسن الأعرجي
السيد محسن بن الحسن بن مرتضى الأعرجي الكاظمي (1130 هـ - 1227 هـ). هو رجل دين وفقيه وشاعر وأديب شيعي عراقي. وله عدد من المؤلّفات التي طُبع بعضها، ولكن أكثرها مخطوط. ويُلقّب الأعرجي في الأوساط الحوزوية الشيعية بلقب المُحقّق الكاظمي.

## مؤلفاته
| - الوسائل في الفقه. - المحصول في الأصول. - الوافي في شرح الوافية. شرحٌ على كتاب الوافية لعبد الله التوني. - سلالة الاجتهاد. | - شرح مقدمات الحدائق. - منظومة في جمع الأشباه والنظائر. - عدة الرجال. - الصلاة. |

## وفاته
ذكر محسن الأمين في أعيانه أن وفاة الأعرجي كانت سنة 1227 هـ، وكذلك نقلت المصادر الأخرى التي ترجمت له.

### كتب
- أعيان الشيعة. محسن الأمين، طبع بيروت - لبنان، تاريخ الطبع مفقود، منشورات دار التعارف.
- الذريعة إلى تصانيف الشيعة. آغا بزرگ الطهراني، طبع بيروت - لبنان، تاريخ الطبع مفقود، منشورات دار الأضواء.

### إشارات مرجعية
1. 1 2 3 4 5  
الشاكري، حسين. علي في الكتاب والسنة الأدب. ص. 371. مؤرشف من الأصل في 2019-12-13.
2. 1 2 3 4 5 6 7 8 9 10 11  
الأمين، محسن. أعيان الشيعة - ج9. ص. 46. مؤرشف من الأصل في 2019-12-13.